# Église de l'Assomption de Stuttgart-Feuerbach

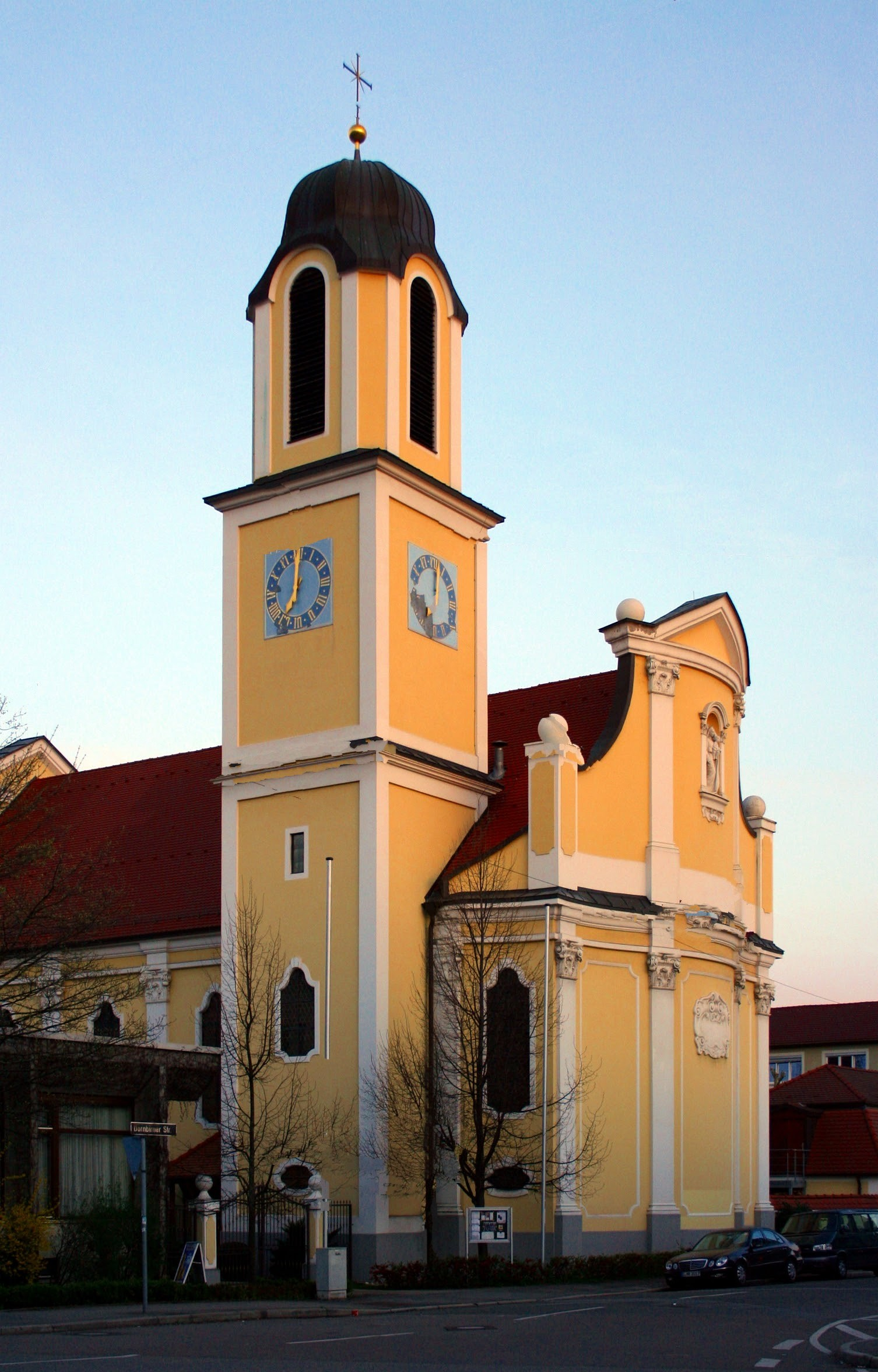
Vue de l'église.

L'église de l'Assomption (St. Maria Himmelfahrt) est une église catholique de Stuttgart-Feuerbach en Allemagne. Elle a été construite de 1990 à 1995 par l'architecte Bernhard Haass. Elle est de style baroque.
C'est l'église la plus grande de la Fraternité sacerdotale Saint-Pie-X en Allemagne,  et le siège de cette fraternité en Allemagne.

## Histoire
Dans la débâcle de la crise de l'Église des années 1970, il existait un groupe de catholiques traditionnels à  Stuttgart. Leur croissance fit que la fraternité installa en 1981 un prieuré, placé sous le vocable de saint Athanase.
L'église est construite sur un terrain où se trouvait auparavant des maisons et une usine. La première pierre est bénie en 1990, et la première messe est célébrée en 1993. Il faut attendre 1994 pour la décoration intérieure (peintures murales et stucs). Elle est consacrée le 13 avril 1997.

## Intérieur
Le mobilier d'inspiration baroque est dû à l'artiste de l'Allgäu Otto Kobel.
L'orgue de 1995 comprend 17 registres ;  il est issu de la firme Mühleisen. Les autels latéraux ont des retables peints en 2010 par le peintre d'Augsbourg Hermengil Peiker.

## Cloches
Le clocher comprend cinq cloches avec les tons fa1, sol1, la1, do2 et ré2.

## Prieuré Saint-Athanase
L'église appartient au prieuré Saint-Athanase (Priorat St. Athanasius), fondé en 1981 et abritant depuis 1984 le siège de la fraternité en Allemagne. Il est servi par cinq prêtres et deux frères qui s'occupent de l'église de la Sainte-Croix de Reutlingen, l'église de l'Annonciation de Schramberg-Sulgen, la chapelle Notre-Dame-du-Bon-Conseil de Schwäbisch Gmünd, et de l'église Notre-Dame-des-Sept-Douleurs de Kochendorf.

## Source de la traduction
- (de) Cet article est partiellement ou en totalité issu de l’article de Wikipédia en allemand intitulé « St. Maria Himmelfahrt (Stuttgart-Feuerbach) » (voir la liste des auteurs).